# Lale (Name)
Lale oder Laleh ist ein (bis auf wenige bekannte Ausnahmen) weiblicher Vorname, der in der Form Lale auch als Familienname vorkommt.

## Herkunft und Bedeutung
Der Name Laleh (persisch لاله) kommt aus dem Persischen und bedeutet „Tulpe“. Die verkürzte Form Lale wurde über das Türkische in weiten Teilen des Nahen Ostens und Südosteuropas verbreitet und hat sich auch im deutschen Sprachraum als eigenständiger Vorname etabliert.

## Namensträger

### Vorname

#### Form Lale
- Lale H. Mann (* 1997), deutsche Schauspielerin
- Lale Nalbant (* 1976),  deutsche Filmregisseurin und Casterin
- Lale Bartoschek (* 1975), Medizinerin, Generalarzt der Bundeswehr

- Lale Sokolov (1916–2006), Holocaust-Überlebender, der „Tätowierer von Auschwitz“
- Lale Akgün (* 1953),  deutsch-türkische Politikerin (SPD)
- Lale Behzadi (* 1969), deutsch-iranische Literaturwissenschaftlerin und Professorin für Arabistik
- Lale Gül (* 1997), türkisch-niederländische Schriftstellerin
- Lale Karci (* 1969), deutsche Schauspielerin
- Lale Yanık (* 1972), türkischstämmige Schauspielerin
- Lale Yavaş (* 1978), Schweizer Schauspielerin

#### Form Laleh
- Laleh Bakhtiar (1938–2020), iranisch-amerikanische muslimische Schriftstellerin, Übersetzerin und Psychologin
- Ladan und Laleh Bijani (1974–2003), iranisches siamesisches Zwillingspaar
- Laleh Sadigh (* 1977), iranische Motorsportlerin

### Künstlername

#### Form Lale
- Lale Andersen (1905–1972), deutsche Sängerin und Schauspielerin

#### Form Laleh
- Laleh, Künstlername von Laleh Pourkarim (* 1982), iranisch-schwedische Musikerin und Schauspielerin

### Familienname
- Emre Lale (* 1993), türkischer Badmintonspieler
- Nuray Lale (* 1962), deutsch-türkische Schriftstellerin und Übersetzerin